# 황새
황새(영어: oriental stork, 학명: Ciconia boyciana 키코니아 보이키아나[*])는 크고 흰 몸에 검은 날갯깃을 가진 황새과의 새이다.

## 특징 및 생태
황새는 온몸이 흰색이고 날개 끝은 검은색이다. 황새는 목과 윗가슴을 가로지르는 목둘레의 긴 깃털로 식별할 수 있다. 호수, 하구, 늪, 논, 밭 등의 습지에 서식한다. 육식 동물이자 최상위 포식자로, 먹이는 다양한 크기와 종류의 어류, 포유류, 조류, 양서류 등을 먹으며, 말 그대로 육식동물이다. 둥지는 거목에 땅에서 5-20m 높이의 나뭇가지 위에 접시 모양으로 크게 짓는다. 암컷은 3-4개의 알을 낳으며, 알은 타원형으로 흰색이다. 중국 동북 지방, 러시아, 연해주 남부, 중국 동북부 및 한국에 분포한다. 황새는 국제적으로 보호가 필요한 새로, 대한민국에서는 천연기념물 제199호 및 멸종위기 야생생물 Ⅰ급으로 지정하여 보호하고 있다.

## 타 조류와의 구별
황새는 일반적으로 두루미와 왜가리와 크게 혼동된다. 그러나 황새는 바깥 날개깃이 모두 검고, 두루미는 셋째날개깃만 검은색이다. 또한 두루미는 머리에, 황새는 눈가에 붉은 피부가 드러나 있으며, 왜가리는 피부의 노출 없이 머리에 검은 깃이 있으며 황새와 두루미와는 다르게 날 때 목을 접고 난다. 분류학상으로도 황새는 황새목, 두루미는 두루미목, 왜가리는 사다새목에 속한다.

## 한반도의 황새
한반도의 황새는 천연기념물로 보호받고 있다.
1971년 충청북도 음성군 생극면에서 번식하던 수컷이 밀렵꾼의 총에 맞아 죽어(밀렵꾼은 그가 타고 달아난 택시번호를 기억한 어느 학생의 신고로 곧바로 경찰에 검거되었다.) 현재는 경희대학교 자연사박물관에 표본으로 제작되어 있다. 함께 살던 암컷도 1983년에 창경원동물원(지금의 서울대공원동물원)으로 옮겨졌으나 1994년 9월에 숨을 거두었다.
2014년 3월 18일 김해 화포천 생태공원에 황새가 날아들었다. 다리에는 고유번호 J0051컬러링을 달고 있었는데, 일본 효고현 도요오카시의 황새복원지역에서 날아온 것으로 확인되었다. 2012년 4월 6일 자연에서 부화해 6월 11일 둥지를 떠난 황새가 경남 김해 화포천을 찾아온 것이다. 화포천에 친환경생태마을이 조성되면서 생명이 살아 숨쉬는 공간으로 탈바꿈하자 황새가 찾아온 것이다. 화포천과 봉하 생태마을은 황새의 쉼터가 되었다.
1996년 한국황새복원연구센터가 설립되어 독일과 러시아로부터 황새 2마리를 도입했다. 2010년 한국 황새복원연구센터가 보유한 황새 개체수는 97마리이다.
지금도 황새생태연구원에서는 그 개체수를
늘리려고 노력하고있다.

## 참고 문헌
- 이 문서에는 다음커뮤니케이션(현 카카오)에서 GFDL 또는 CC-SA 라이선스로 배포한 글로벌 세계대백과사전의 내용을 기초로 작성된 글이 포함되어 있습니다.

## 상징
- 예산군의 군조 (郡鳥)
- 속초시의 시조 (市鳥)